# Pulvinaria ochnaceae
Pulvinaria ochnaceae är en insektsart som först beskrevs av Kuwana 1909.  Pulvinaria ochnaceae ingår i släktet Pulvinaria och familjen skålsköldlöss. Inga underarter finns listade i Catalogue of Life.